# .kr
.kr je vrhovna internetska domena (country code top-level domain - ccTLD) za Južnu Koreju. Domenom upravlja NIDA.

## Vanjske poveznice
- IANA .kr whois informacija  Arhivirana inačica izvorne stranice od 8. kolovoza 2008. (Wayback Machine)